# 2882 Tedesco
2882 Tedesco (1981 OG) là một tiểu hành tinh vành đai chính được phát hiện ngày 26 tháng 7 năm 1981 bởi E. Bowell ở Flagstaff (AM).